# Рам Баран Ядав
Рам Баран Ядав (нар. 4 лютого 1948, Дхануса, Непал) — генеральний секретар партії Непальський конгрес, перший президент Непалу, обраний Установчими зборами республіки 21 липня 2008. Обрання президента стало можливим після того, як 28 травня 2008 у Непалі була проголошена республіка.
19 липня Ядаву не вистачило для обрання чотирьох голосів. Двома днями пізніше у його підтримку проголосували 308 з 590 учасників зборів. За кількістю відданих за нього голосів Ядав обійшов республіканського кандидата — підтриманого маоїстами Рамраджа Прасада Сінгха.
28 жовтня 2015 парламентом Непалу президентом країни обрана Бидх'я Бхандарі
Ядав закінчив медичний коледж у Калькутті (Індія), двічі (1991 та 1999) займав пост міністра охорони здоров'я Непалу.
1999 обрано до палати представників від партії «Непальський конгрес».
Має двох синів та дочку. Дружина померла 1983 року.